# Ma Tovu

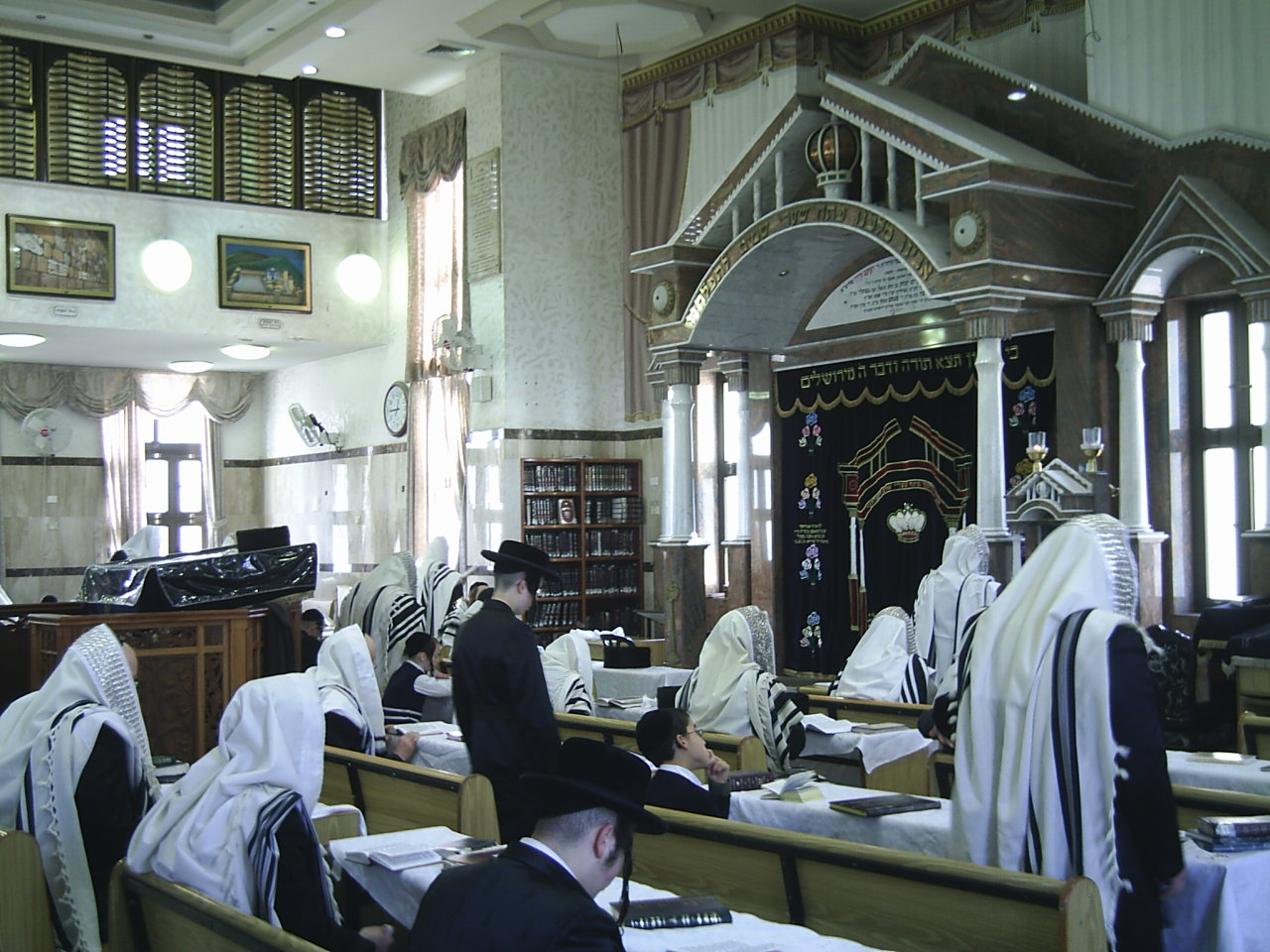
Luogo di culto ebraico: la Sinagoga Satmar a Gerusalemme.

Ma Tovu (ebraico per "O quanto buoni" o "Quanto belle") è una preghiera ebraica che esprime riverenza e timore per la sinagoga e altri luoghi di culto.
La preghiere inizia con versi dal Libro dei Numeri 24:5 riferentesi a quando Balaam (cfr Mosè), adoperandosi per mandare una maledizione contro gli Israeliti, viene invece preso da timore per il loro Dio e per il loro luoghi di culto. La prima riga di lode è una citazione della benedizione di Balaam ed è quindi l'unica preghiera, comunemente usata nei servizi liturgici ebraici, che sia stata scritta da un goy, in questo caso profeta. Il resto del testo deriva da passi dei Salmi che si riferiscono all'entrare nei luoghi di culto e la preparazione per altre preghiere (5:8; 26:8; 95:6; and 69:14).

## Testo ebraico
מה טבו אהליך יעקב, משכנותיך ישראל. (1 Numeri 24:5
ואני ברב חסדך אבוא ביתך אשתחוה אל היכל קדשך ביראתך.  (2 Salmo 5:8
3)  .ה׳ אהבתי מעון ביתך, ומקום משכן כבודך Salmo 26:8
ואני אשתחוה ואכרעה, אברכה לפני ה׳ עשי.   (4
salmo 95:6 (adattato)
5)  .ואני, תפלתי לך ה׳, עת רצון, אלהים ברב חסדך, ענני באמת ישעך Salmo 69:14

## Traslitterazione
Ma tovu ohalekha Ya'akov, mishk'notekha Yisra'el.

Va'ani b'rov hasd'kha, avo veytekha,

Eshtahaveh el heikhal kodsh'kha b'yir'atekha.

Adonai ahavti m'on beitekha, um-kom mishkan k'vodekha.

Va'ani eshtahave v'ekhra'a.

Evr'kha lifnei Adonai osi.

Va'ani t'filati l'kha Adonai et ratzon.

Elohim b'rov hasdekha aneini b'emet yish'ekha.

## Traduzione italiana
Come sono belle le tue tende, Giacobbe, le tue dimore, Israele!!

Ma io per la Tua grande misericordia,

entrerò nella Tua casa, mi prostrerò con timore nel Tuo santo tempio.

Signore, amo la casa dove dimori e il luogo dove abita la Tua gloria.

Ti adoro umilmente e cerco la benedizione del Signore mio creatore.

Innalzo a Te la mia preghiera, Signore, nel tempo della benevolenza;

Nella grandezza della Tua bontà, o Dio, rispondimi con la Tua verità salvifica.

## Impostazioni musicali
Nei tempi moderni molti compositori hanno scritto la musica sacra per Ma Tovu, tra cui:
- Samuel Adler[6]
- Robert Strassburg (1993)[7]